# Brett Lunger
Robert Brett Lunger, född 14 november 1945 i Wilmington i Delaware, är en amerikansk racerförare.

## Racingkarriär
Lunger tävlade i formel 1 under senare hälften av 1970-talet, men tog aldrig någon poäng.

## F1-karriär
| Säsong | Stall/Tillverkare           | Poäng | Placering |
| ------ | --------------------------- | ----- | --------- |
| 1975   | Hesketh-Ford                | 0     | –         |
| 1976   | Surtees-Ford                | 0     | –         |
| 1977   | BS Fabrications             | 0     | –         |
| 1978   | BS Fabrications Ensign-Ford | 0     | –         |